# ذبحة فقاعية نزفية

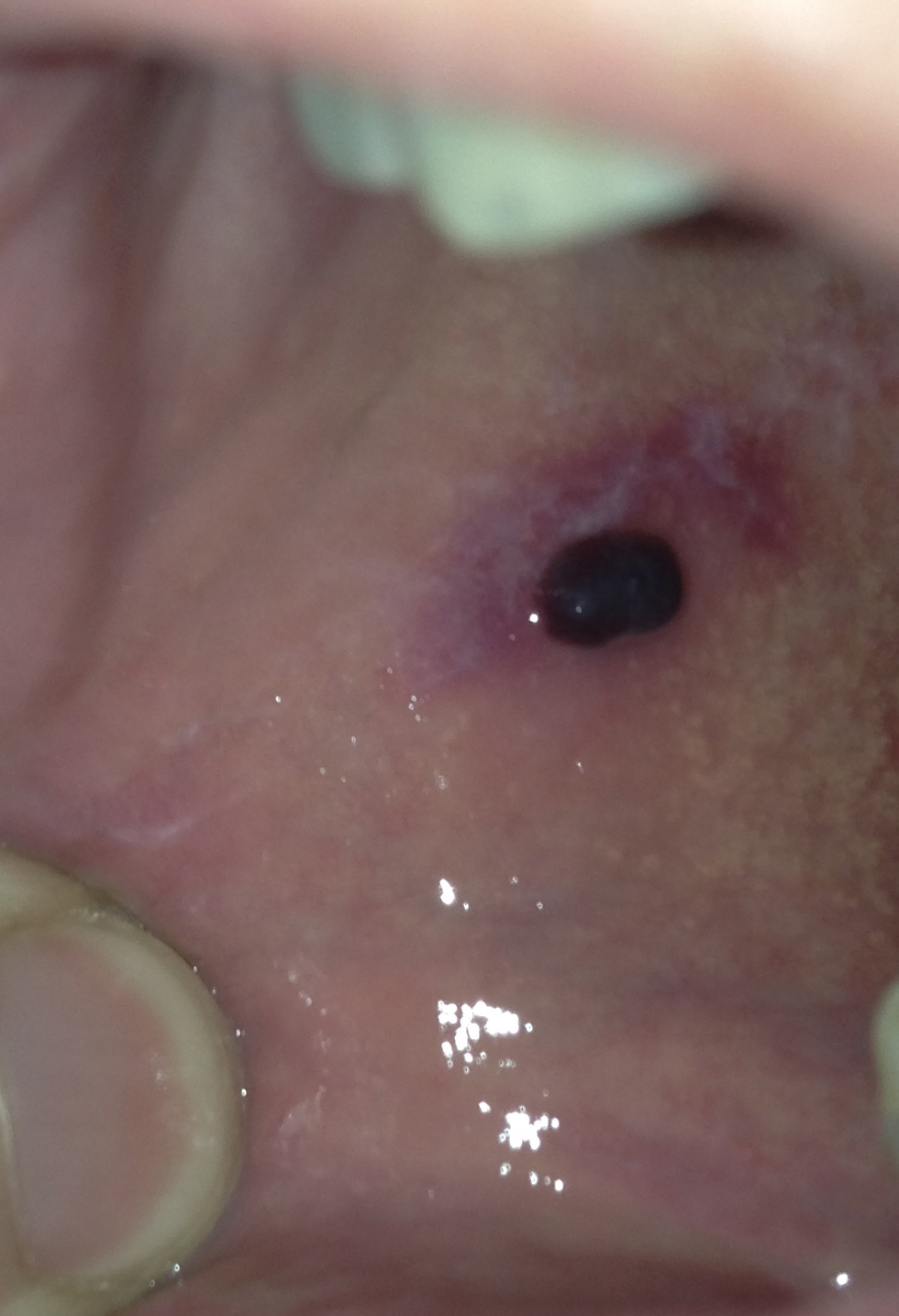
الفقاعة النزفية الفموية (BHO)

الذبحة الفقاعية النزفية (بالإنجليزية: Angina bullosa haemorrhagica)‏ هي حالة تصيب الغشاء المخاطي، وتمتاز بظهور تبثر واحد أو أكثر داخل تجويف الفم.:808 وقد تحدث بسبب إصابة بسيطة في نسيج الفم، مثل الإصابة بطعام حار، وعادة ما تنفجر بسرعة وتلتئم من دول ألم أو تندب أو أي مشاكل أخرى. لا تعد الحالة خطيرة إلا في حالات نادرة يبقى فيها التبثر فترة أطول وقد يكون التبثر كبيرة ويمكنه سد المجاري التنفسية.
قد يؤثر التبثر على الحنك أو الفم والبلعوم، وقد يستمر طويلا بحيث أن المريض يتعمد تفجير التبثر لأجل التخفيف من الأعراض.

## التشخيص
تشخص الذبحة الفقاعية النزفية من خلال استبعاد الحالات الأخرى التي تحمل الأعراض المشابهة. الذبحة الفقاعية النزفية لا تتسبب بالتهاب اللثة التوسفي.